# Off pedder
Off Pedder (Traditioneel Chinees: 畢打自己人) is een moderne comedyserie van TVB uit Hongkong, uitgezonden van oktober 2008 tot februari 2010.
De serie gaat over gekonkel op kantoor van een tijdschrift, maar ook familie- en liefdesrelaties tussen de personages, met een overgroot deel van de acteurs uit Best Selling Secrets.

## Rolverdeling

### Chao(潮) Magazine
| Acteur       | Rol                        | Omschrijving                                                                                  |
| Stephen Au   | Yim Yue-Dai 閆汝大         | Chiu (潮) Magazine manager Yim Heis zoon. Wong Lai-Meis stiefbroer. Yan Seungs ex-echtgenoot. |
| Teresa Mo    | Yan Seung (Ivy) 甄賞       | Chiu (潮) Magazine hoofdeditor Yan Dai-Daks dochter. Yim Yue-Dais ex-vrouw.                   |
| Wayne Lai    | Yu Ka-Sing 余家昇          | Chiu (潮) Magazine verkoopdirecteur Yu Lok-Yees broer.                                        |
| Elaine Jin   | Ka So-Shan (Susan) 賈素珊  | Chiu (潮) Magazine verkoopmanager                                                             |
| Elvina Kong  | Gam Yiu-Gin 金堯堅         | Chiu (潮) Magazine verkoopafdelingsecretaris                                                  |
| Raymond Chiu | Mok Dik-Ko (Marco) 莫迪高  | Chiu (潮) Magazine verkoopklerk                                                               |
| Wong Cho Lam | Tang Lai-Gwan 鄧勵均       | Chiu (潮) Magazine journalist                                                                 |
| Jim Tang     | So Tung-Wo (Gary) 蘇同和   | Chiu (潮) Magazine journalist                                                                 |
| Aimee Chan   | Chan Bo-Lai (Paula) 陳寶拉 | Chiu (潮) Magazine journalist                                                                 |
| Joyce Cheng  | Yu Lok-Yee (Joyce) 余樂兒  | Chiu (潮) Magazine klerk Yu Ka-Sings zusje.                                                   |

### Kam Bor (金波) Corporation
| Acteur                 | Rol                        | Omschrijving                                                                        |
| Chan Hung Lit (陳鴻烈) | Yim Hei 閆器               | directeur van Kam Bor (金波) Corporation Yim Yue-Dais vader. Wong Lai-Meis peetoom. |
| Florence Kwok          | Wong Lai-Mei (Tina) 王麗薇 | Kam Bor (金波) Corporation vice-directeur Yim Heis petekind Yim Yue-Dais stiefzus.  |

### Happy Bar (開心吧)
| Acteur                | Rol                         | Omschrijving                                         |
| Ivan Ho (何守信)      | Yan Dai-Dak (George) 甄大德 | Happy Bar (開心吧) eigenaar/barman Yan Seungs vader. |
| George Lee            |                             | Happy Bar (開心吧) barman                            |
| Mikako Leung (梁珈詠) | Cheung Wai-Miu 章慧妹       | Happy Bar (開心吧) barman                            |

### Anderen
| Acteur                | Rol                       | Omschrijving                                                  |
| Ng Kwun Lai (吳君麗)  | Chung Wan Gai-Ho 鍾溫繼好 | Yu Lok-Yees en Yu Ka-Sings tante. Yan Seungs bediende.        |
| Tsui Wing (徐榮)      | Bao Kwok-Yan 包國仁       | vrachtwagenchauffeur Chao (潮) Magazine assistent chef Editor |
| Joyce Koi (蓋鳴暉)    | Ho Lin-Dat (Linda) 何蓮達 |                                                               |
| Lee Yee Man (李綺雯)  | Luk Bing Bing             |                                                               |
| Yvonne Ho (何綺雲)    | June                      | Yim Heis secretaris.                                          |
| Lo Chun Shun (魯振順) | Sung Lei-Chung 宋理忠     |                                                               |

Best selling secrets 同事三分親 · Legend of the demigods 搜神傳 · Wars of in-laws II 野蠻奶奶大戰戈師奶 · Wasabi mon amour 和味濃情 · The master of tai chi 太極 · A journey called life 金石良缘 · The silver chamber of sorrows 銀樓金粉 · The money-maker recipe 師奶股神 · Dressage to win 盛裝舞步愛作戰 · Speech of silence 甜言蜜語 · When a dog loves a cat 當狗愛上貓 · Your class or mine 尖子攻略 · The four 少年四大名捕 · Survivor's law II 律政新人王II · The gentle crackdown II 秀才愛上兵 · The seventh day 最美麗的第七天 · D.I.E. 古靈精探 · Catch me now 原來愛上賊 · Forensic heroes II 法證先鋒II · Love exchange 疑情別戀 · Last one standing 與敵同行 · Moonlight resonance 溏心風暴之家好月圓 · The gem of life 珠光寶氣 · When Easterly Showers Fall on the Sunny West 東山飄雨西關晴 · Off pedder 畢打自己人 · Pages of treasures Click入黃金屋